# Impatiens purpurea
Impatiens purpurea är en balsaminväxtart som beskrevs av Hand.-mazz. Impatiens purpurea ingår i släktet balsaminer, och familjen balsaminväxter. Inga underarter finns listade i Catalogue of Life.